# Prionolabis gruiformis
Prionolabis gruiformis là một loài ruồi trong họ Limoniidae. Chúng phân bố ở miền Tân bắc.